# كيم موريسي
كيم موريسي هي كاتِبة وشاعرة كندية، ولدت في 1955.